# Asobal
ASOBAL, akronym för Asociación de Clubes Españoles de Balonmano, grundades 1984 och är en spansk intresseorganisation inom spansk herrelithandboll. Medlemmar i ASOBAL är spanska herrelithandbollsklubbar. Alla klubbar som spelar i Liga Asobal får erbjudande att bli medlemmar i ASOBAL, men de måste inte vara det för att få delta.
ASOBAL arrangerar på uppdrag av Spaniens handbollsförbund Liga Asobal, Supercopa de España, Copa ASOBAL och Copa del Rey.